# Liste der Einträge im National Register of Historic Places im Plymouth County (Iowa)

Lage des Plymouth County in Iowa

Die Liste der Einträge im National Register of Historic Places im Plymouth County in Iowa führt alle Bauwerke und historischen Stätten im Plymouth County auf, die in das National Register of Historic Places aufgenommen wurden.
| [ 2 ] | Name                                                     | Bild                                                     | Eintragsdatum        | Lage | Ort                  | Beschreibung |
| ----- | -------------------------------------------------------- | -------------------------------------------------------- | -------------------- | --- | -------------------- | --- |
| 1     | Akron Opera House                                        | Akron Opera House                                        | 2012 ID-Nr. 12000403 | 151 Reed Street 42° 49′ 43,6″ N, 96° 33′ 36,3″ W                                                                   | Akron                | 1906 errichtetes Theater                                                                                             |
| 2     | Foster Park Historic District                            |                                                          | 2008 ID-Nr. 08000329 | Blöcke 500–900 der Central Avenue und südlich angrenzende Blöcke um den Foster Park 42° 47′ 1,3″ N, 96° 9′ 59,1″ W | Le Mars              | Historischer Distrikt mit 166 Gebäuden verschiedener Baustile                                                        |
| 3     | Kimball Village                                          | Kimball Village                                          | 2010 ID-Nr. 10000343 | nicht veröffentlicht                                                                                               | unweit von Westfield | Archäologische Ausgrabungsstätte für Fundstücke aus der Epoche der Mississippi-Kultur, seit 2016 als NHL registriert |
| 4     | Le Mars Central High School                              | Le Mars Central High School                              | 1999 ID-Nr. 99000492 | 335 1st Avenue 42° 47′ 19″ N, 96° 10′ 5″ W                                                                         | Le Mars              | 1905 im Stil des Colonial Revival errichtetes Schulgebäude; heute Museum                                             |
| 5     | Le Mars Downtown Commercial Historic District            | Le Mars Downtown Commercial Historic District            | 2012 ID-Nr. 12000908 | Abgegrenzt durch 2nd Street, 2nd Avenue, 1st Street und 1st Avenue 42° 47′ 37,2″ N, 96° 10′ 1,9″ W                 | Le Mars              | Historisches Zentrum von Le Mars                                                                                     |
| 6     | Le Mars Municipal Park and Golf Course Historic District | Le Mars Municipal Park and Golf Course Historic District | 2001 ID-Nr. 01000858 | Zwischen 4th Avenue und dem IA 3 42° 48′ 10″ N, 96° 9′ 3″ W                                                        | Le Mars              | 1935–1940 durch die Works Progress Administration errichteter Park mit Golfplatz                                     |
| 7     | Le Mars Public Library                                   | Le Mars Public Library                                   | 1979 ID-Nr. 79000922 | 200 Central 42° 47′ 25″ N, 96° 9′ 56″ W                                                                            | Le Mars              | 1904 im Stil der Neorenaissance errichtete Carnegie-Bibliothek                                                       |
| 8     | Plymouth County Courthouse                               | Plymouth County Courthouse                               | 1981 ID-Nr. 81000263 | East 3rd Avenue 42° 47′ 23″ N, 96° 9′ 40″ W                                                                        | Le Mars              | 1902 im Beaux-Arts-Stil errichtetes Justiz- und Verwaltungsgebäude des Plymouth County                               |
| 9     | Reeves Farmstead Historic District                       | Reeves Farmstead Historic District                       | 2001 ID-Nr. 00001680 | 15991 IA 60 42° 49′ 22″ N, 96° 9′ 44″ W                                                                            | Le Mars              | Historisches Farmgelände mit elf landwirtschaftlichen Gebäuden                                                       |
| 10    | Sacred Heart Hospital                                    | Sacred Heart Hospital                                    | 2010 ID-Nr. 09001303 | 4110 6th Avenue 42° 47′ 40,1″ N, 96° 9′ 27,3″ W                                                                    | Le Mars              | 1917 errichtetes Krankenhaus                                                                                         |
| 11    | St. George's Episcopal Church                            |                                                          | 1976 ID-Nr. 76000797 | 400 1st Avenue 42° 47′ 16″ N, 96° 9′ 52″ W                                                                         | Le Mars              | 1881 im Stil der Carpenter Gothic errichtete episkopalische Kirche                                                   |
| 12    | Tonsfeldt Round Barn                                     | Tonsfeldt Round Barn                                     | 1986 ID-Nr. 86003194 | Plymouth County Fairgrounds 42° 47′ 46″ N, 96° 11′ 11″ W                                                           | Le Mars              | 1918 errichtete Rundscheune                                                                                          |

## Frühere Einträge
| [ 2 ] | Name        | Bild | Eintragsdatum        | Lage                                                                     | Ort     | Beschreibung                                         |
| ----- | ----------- | ---- | -------------------- | ------------------------------------------------------------------------ | ------- | ---------------------------------------------------- |
| 1     | Thoren Hall |      | 1978 ID-Nr. 78001248 | 10th Street (Campus des Westmar College) 42° 46′ 46,7″ N, 96° 9′ 45,9″ W | Le Mars | 1990 abgerissen und 1998 aus dem Register gestrichen |